# Physocleora semirufa
Physocleora semirufa là một loài bướm đêm trong họ Geometridae.